# Porsche 944
O Porsche 944 foi um automóvel esportivo de alta performance introduzido pela Porsche em 1982 para substituir o Porsche 924.
Enquanto este tinha um motor Audi de 4 cilindros, tendo originalmente sido desenhado para o grupo VAG, o 944 é 100% Porsche, mas ao contrário do mais famoso 911, com quem partilha a configuração interior 2+2, tem um motor de quatro cilindros em linha refrigerado a líquido colocado à frente.
Isto dota-o de equilíbrio dinâmico quase perfeito, visto que a caixa colocada sobre o eixo traseiro (transeixo) lhe confere distribuição de peso ideal.
Em termos de configuração, o motor é bastante convencional, com injecção electrónica Bosch Jetronic, basicamente metade do V8 do 928.
Sendo o maior motor de 4 cilindros do mercado, a Porsche viu-se forçada a dotá-lo de veios balanceiros licenciados da Mitsubishi.

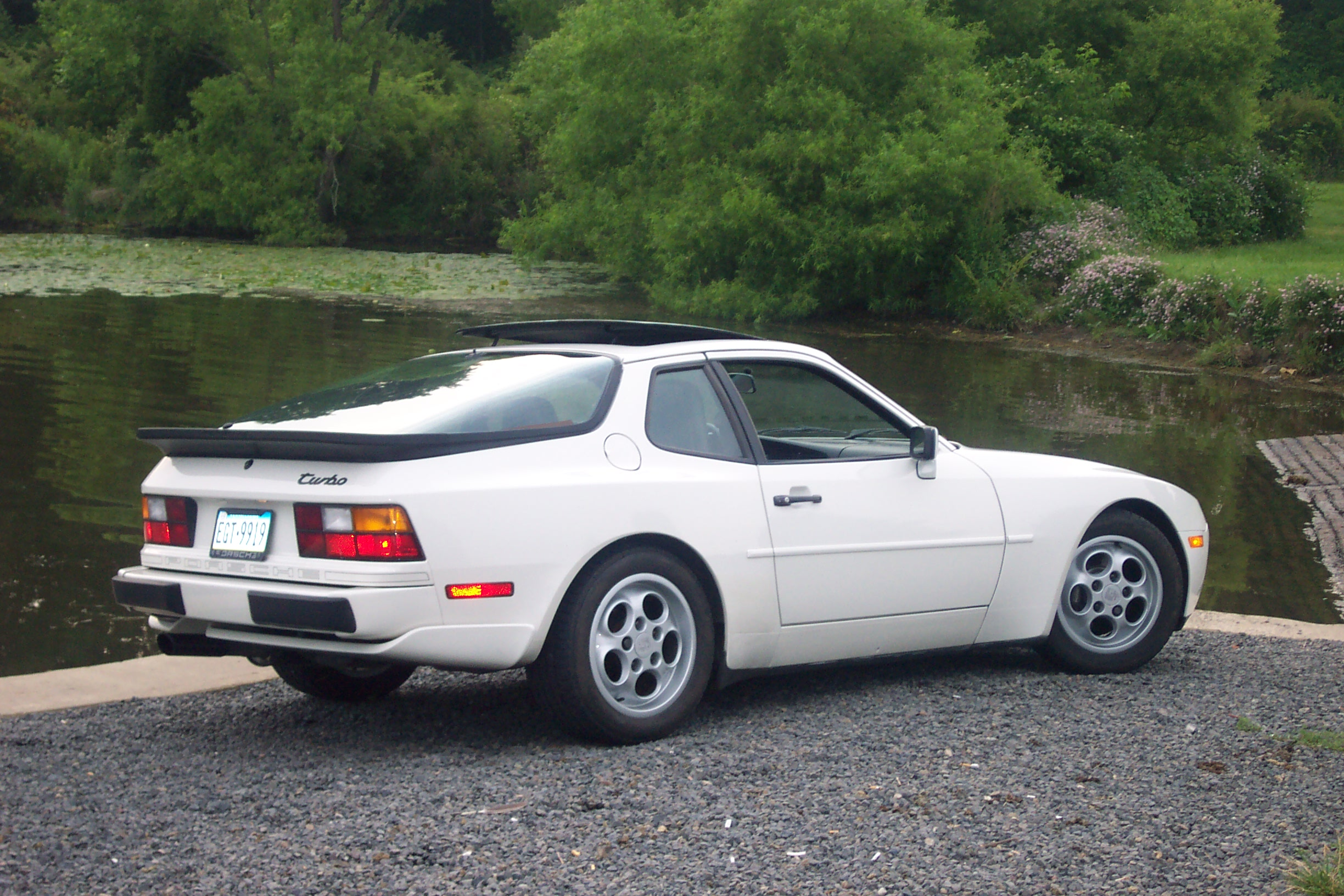
Um Porsche 944 Turbo de 1987

A necessidade destes prende-se com o facto de a cambota não conseguir contrabalançar o peso do conjunto pistão+biela.
As primeiras versões debitavam cerca de 163 cv, com quase 220 cv para o Turbo, também conhecido como 951, a partir de 1985 e 190 para a versão S com motor de 16 válvulas, aparecida em 1987, neste ano a versão vendida para o mercado americano passou a receber airbag duplo frontal para motorista e passageiro.
Velocidades máximas são cerca de 225 km/h para o 944, 235 km/h para o S e 254 km/h para o Turbo.
A partir de maio de 1985, houve um restyling no 944. Novo tablier, novas motorizações e acima de tudo, o surgimento do 944 Turbo. Este contava com um para-choques frontal redesenhado (peça única), com faróis de nevoeiro e luzes de presença incorporados na mesma óptica e um spoiler traseiro tendo em vista aumentar a carga aerodinâmica traseira.
A versão final é o S2, primeiro lançado com motor de 2.688cc de 8 válvulas e depois de 3.000 de 16 válvulas, esteticamente igual à versão Turbo e contou com uma variante Cabriolet.
A derradeira versão é o 968, basicamente um S2 com as ópticas tipo "olho de rã" do 928S.
Ao todo, entre 1982 e 1995 fabricaram-se para todo o mundo cerca de 193 000 destes carros em todas as versões, incluindo 150 Turbo Cup para competição, sendo quase metade destinada ao mercado dos Estados Unidos, onde sua maioria foi vendida com câmbio automático.